# Mitar Mrkela
Mitar Mrkela, född den 10 juli 1965 i Belgrad, Jugoslavien, är en jugoslavisk/serbisk före detta fotbollsspelare som tog OS-brons med Jugoslavien vid de olympiska sommarspelen 1984 i Los Angeles.